# Jovinien (moine)
Pour les articles homonymes, voir Jovinien.
Jovinien (mort autour de 405) était un opposant de l’ascétisme chrétien au IVe siècle et a été condamné comme hérétique dans un synode tenu à Rome sous le pape Sirice et à Milan par saint Ambroise en 393. Nos informations sur lui proviennent principalement du travail de saint Jérôme dans deux de ses livres, Contre Jovinien (Adversus Jovinianum). Jérôme le surnommait l’« Épicure du Christianisme ». Il est né à Gordyène.

## Biographie
Jovinien était un moine à un moment de sa vie, mais il s'est tourné contre l'ascétisme monastique. Il était apparemment beaucoup lu. Il est devenu le chef d'un groupe de disciples. Ses écrits prêchant l'excellence du mariage, qui furent publiés à Rome, ont aussi été condamnés dans les synodes le condamnant.
Rien n'est connu sur la carrière tardive de Jovinien, mis à part une remarque de saint Jérôme dans Contre Vigilance, rédigé en 409, de laquelle il est déduit qu'il était mort, et sans trop souffrir pour ses points de vue.

## Enseignements
Les écrits de Jovinien ont été envoyés à Jérôme par son ami Pammaque. Jérôme de Stridon a répondu dans un long traité de deux livres, écrit en 393. De ce traité il apparait que Jovinien soutenait des opinions hétérodoxes sur la virginité et le péché. il soutenait par exemple que les vierges, les veuves et les femmes mariées (et même remariées) sont d'un mérite égal dans la communauté chrétienne, que l'abstinence ne vaut pas plus que le partage de la nourriture dans de bonnes dispositions, qu'une personne baptisée avec l'Esprit aussi bien qu'avec l'eau ne peut pécher, que tous les péchés sont égaux, et que dans l'autre monde, il n'y avait qu'une punition et qu'une récompense.
D'une lettre du synode de Milan au pape Sirice et du livre d'Augustin Contre Julien, il est clair que Jovinien a aussi nié la virginité perpétuelle de Marie.
La réponse de Jérôme prend un livre entier à prêcher la virginité et à dénigrer le mariage, en se basant sur la Première épître aux Corinthiens de Paul, au chapitre 7.
Jovinien fut d'abord condamné par le pape Sirice, puis excommunié par le clergé romain en 389 à la suite d'un synode de Milan (en).  Saint Ambroise comme Augustin d'Hippone parleront d'hérésie à propos de la doctrine de Jovinien.